# Agiděl
Agiděl (rusky Агиде́ль, baškirsky Ағиҙел – doslova „Bílá řeka“, myšleno Belaja) je město v Baškortostánu v Ruské federaci. Při sčítání lidu v roce 2010 mělo přes šestnáct tisíc obyvatel.

## Poloha
Agiděl leží na severozápadním okraji Baškortostánu, pár kilometrů východně od hranice s Tatarstánem a pár kilometrů severně od řeky Belaji, která se přibližně deset kilometrů západně od Agidělu vlévá do Dolnokamské přehradní nádrže a tím do Kamy. Od nedalekého většího Něftěkamsku je vzdálen 45 kilometrů na jih, od Moskvy je vzdálen zhruba tisíc kilometrů vzdušnou čarou na východ.

## Dějiny
Agiděl byl založen v roce 1980 v souvislosti s výstavbou Baškirské jaderné elektrárny. Městem je od roku 1991.